# Neocteniza australis
Espèce
Neocteniza australis est une espèce d'araignées mygalomorphes de la famille des Idiopidae.

## Distribution
Cette espèce se rencontre en Argentine dans les provinces de Buenos Aires, de Córdoba, d'Entre Ríos et de Misiones et au Brésil dans les États de São Paulo, de Santa Catarina et du Rio Grande do Sul,,.

## Description
Le mâle décrit par Rossi, Ghirotto, Galleti-Lima, Indicatti et Guadanucci en 2021 mesure 8,91 mm, les mâles mesurent de 8,91 à 9,61 mm.

## Publication originale
- Goloboff, 1987 : « El genero Neocteniza Pocock, 1895 (Araneae, Mygalomorphae, Idiopidae) en la Argentina y Paraguay. » Journal of Arachnology, vol. 15, no 1, p. 29-50 (texte intégral).